# Bik'at Meged
Bik'at Meged (hebrejsky: בקעת מגד, Údolí Meged) je údolí v severním Izraeli, na pomezí Horní a Dolní Galileji.
Nachází se v nadmořské výšce okolo 220 metrů. Má podobu úzkého výběžku, který vybíhá k jihu od města Madžd al-Krum v délce cca 1,5 kilometru z údolí Bejt ha-Kerem, mezi vrchy Har Gilon a Har Karmi. Jde tedy o součást většího údolí Bejt ha-Kerem. Dno údolí je velmi rovinaté a zemědělsky využité. Není zde žádné osídlení. Pouze na vrcholu sousedící hory Har Gilon stojí vesnice Curit.